# Jake Weary
Jacob "Jake" Weary (Trenton, Nueva Jersey; 14 de febrero de 1990) es un actor, músico, productor musical y cantautor estadounidense. Es más conocido por sus papeles como Luke Snyder en la soap opera de CBS As the World Turns, Vince Keeler en la serie de acción y drama de  NBC Chicago Fire, Kevin en Fred: The Movie (2010) y sus dos secuelas y la adaptación televisiva de Nickelodeon Fred: The Show y Deran Cody en la serie de TNT Animal Kingdom.

## Primeros años
Weary creció en Nueva Jersey. Es hijo de A.C. Weary, un coreógrafo especialista en dobles y exactor, y Kim Zimmer, una actriz. Tiene un hermano y una hermana.
A los 12 años aparecó en una producción escolar de Romeo y Julieta interpretando a Mercutio. Originalmente audicionó para el papel de Romeo, pero no lo consiguió.
Asistió al colegio CalArts por un semestre y medio.
Weary sabe tocar el bajo, el piano y la batería, aunque nunca tomó lecciones ni aprendió a leer música.

## Filmografía
| Cine | Cine                                     | Cine                | Cine         |
| Año  | Título                                   | Rol                 | Notas        |
| ---- | ---------------------------------------- | ------------------- | ------------ |
| 2008 | Assassination of a High School President | Monitor del pasillo |              |
| 2010 | Fred: The Movie                          | Kevin               |              |
| 2010 | Altitude                                 | Sal                 |              |
| 2011 | Fred 2: Night of the Living Fred         | Kevin               |              |
| 2012 | Fred 3: Camp Fred                        | Kevin               |              |
| 2014 | Glove                                    | James               | Cortometraje |
| 2014 | Zombeavers                               | Tommy               |              |
| 2014 | The Deal                                 | Bryce               | Cortometraje |
| 2014 | It Follows                               | Hugh / Jeff         |              |
| 2017 | Message from the King                    | Bill                |              |
| 2017 | Tomato Red                               | Sammy               |              |
| 2017 | Smartass                                 | Mickey              |              |
| 2023 | How to Blow Up a Pipeline                | Dwayne              |              |
| 2024 | Detonantes                               | Elvis               |              |

| Televisión | Televisión                        | Televisión     | Televisión                              |
| Año        | Título                            | Rol            | Notas                                   |
| ---------- | --------------------------------- | -------------- | --------------------------------------- |
| 2004       | Law & Order: Special Victims Unit | Shane Madden   | Episodio: "Head"                        |
| 2004       | Listen Up!                        | Slacker Kid    | Episodio: "Grandmaster of the Wolfhunt" |
| 2005       | As the World Turns                | Luke Snyder    | 58 episodios                            |
| 2005       | Law & Order: Criminal Intent      | Tim Stenton    | Episodio: "In the Wee Small Hours"      |
| 2005       | Testing Bob                       | Harris         | Película para televisión                |
| 2005       | Party Planner with David Tutera   | Él mismo       | Episodii: "Meet the Soap Stars"         |
| 2009       | Three Rivers                      | T.J. Russo     | Episodio: "Where We Lie"                |
| 2012       | Fred: The Show                    | Kevin          | Elenco principal (17 episodios)         |
| 2013       | Escape from Polygamy              | Micah          | Película para televisión                |
| 2014       | Chicago Fire                      | Vince Keeler   | 3 episodios                             |
| 2014       | Stalker                           | Bobby Hughes   | Episodio: "The Haunting"                |
| 2014–2015  | Pretty Little Liars               | Cyrus Petrillo |                                         |
| 2015       | A Deadly Adoption                 | Dwayne Tisdale | Película para televisión                |
| 2016–2022  | Animal Kingdom                    | Deran Cody     | Elenco principal                        |